# Abraham Michael Rosenthal
Abraham Michael „A. M.“ Rosenthal (* 2. Mai 1922 in Sault Ste. Marie, Ontario, Kanada; † 10. Mai 2006 in New York City) war Reporter, Chefredakteur und von 1963 bis 1988 einer der Herausgeber der New York Times.

## Leben

### Frühe Jahre
A. M. Rosenthal war von sechs Geschwistern der einzige Sohn von Harry und Sarah Dickstein Rosenthal. Die russisch-jüdischen Eltern stammten aus Weißrussland und wanderten in den 1890er Jahren nach Kanada aus. Dort arbeitete sein Vater Harry Shipiatsky, der dann seinen Namen in Rosenthal änderte, als Trapper, Pelzhändler und Händler im Gebiet der Hudson Bay. Als Rosenthal noch ein kleiner Junge war, zog seine Familie von Kanada in die USA. In der Bronx, New York City, wuchs er in äußerst armen Verhältnissen auf. Sein Vater und vier seiner fünf Geschwister starben noch in Rosenthals Kindheit. Er litt an einer Erkrankung des Knochenmarks und wäre beinahe verkrüppelt, wenn ihm nicht die Mayo-Klinik mit einer kostenfreien medizinischen Rehabilitation geholfen hätte.
Doch bereits 1943 konnte er bei der New York Times ein Praktikum als Universitätsreporter des von ihm besuchten City College beginnen und schaffte es, dort 56 Jahre bis 1999 zu arbeiten und bis in die höchsten Positionen aufzusteigen. 1963 rückte er in die Ebene des Herausgebergremiums auf.
Von bleibender Wirkung auch in der Wissenschaft war 1964 sein Bericht über einen Mordfall an einer New Yorkerin (Kitty Genovese) auf offener Straße, dem tatenlos 38 Zuschauer zusahen. Dieser Fall wurde in der Sozialpsychologie als „Bystander“-Phänomen diskutiert und untersucht. Spätere Nachforschungen ergaben, dass die meisten Zeugen nur einen Streit zu hören glaubten, den sie als Ehezwist einordneten.

### Modernisierung der New York Times
Als Herausgeber insistierte Rosenthal auf einer vermehrten Berichterstattung über Phänomene und Vorkommnisse jenseits des Bereichs der White Anglo-Saxon Protestants (Wasps), was auch auf eine große Zustimmung der Leserschaft gestoßen ist. Darüber hinaus förderte er Reporter mit einer schriftstellerischen Begabung und Witz zur Darstellung der tagesaktuellen Ereignisse. Während seiner auch gefürchteten Herausgeberschaft trug er dazu bei, dass insgesamt 24 NYT-Redakteure mit der höchsten Auszeichnung im amerikanischen Journalismus, dem Pulitzerpreis, geehrt wurden. Er selbst galt auch als brillanter Schreiber und als „Vulkan“ von neuen Ideen. In redaktioneller Hinsicht erweiterte er die New York Times durch neue Rubriken, den „sections“, nämlich die „SportsMonday“, „Science Times“ am Dienstag, die „Living section“ am Mittwoch, die „Home section“ am Donnerstag und „Weekend“ am Freitag. Weiterhin erfreute sich das Lesepublikum am Wochenende an einer gleichsam explosionsartigen Zunahme an Sonntagsbeilagen über Wirtschaft, Reisen, Unterhaltungsspiele, Freizeitaktivitäten, Erziehung, Mode, Gesundheit und andere Themen. Seine energisch vorangetriebene Modernisierung kam auch dem Anzeigengeschäft zugute, so dass sich der Gesamtumsatz der New York Times von 238 Mio. $ im Jahre 1969 versiebenfachte auf 1,6 Mrd. $ im Jahre 1986. Diese themenbezogene Diversifizierung wirkte auf andere Zeitungen in den USA und im Ausland stilbildend.

### Professionelle Standards und brachiale Umgangsformen
1971 unterstützte er mit der Veröffentlichung der Pentagon Papers die Gegner des Vietnam-Krieges und beschleunigte dadurch die Beendigung der militärischen Katastrophe in Südostasien. Trotz seiner sehr konservativen Einstellung versuchte er in den Redaktionskonferenzen nicht seinen politischen Standpunkt durchzusetzen, sondern in der Regel die Fakten sprechen zu lassen. Er umschrieb dies damit, dass er die Times „straight“ machen wolle. Dennoch war Rosenthals Führungsstil wegen seiner cholerischen Ausbrüche weithin gefürchtet. Auch als Kommentator nahm er kein Blatt vor den Mund und unterstützte etwa mit großem Elan die Irak-Kriege der drei Bush-Regierungen. Dies tat er schließlich in solch aggressiver Weise, dass ihn Sulzberger Jr. 1999 aus seinem Vertrag mit der NY Times entband. Damit kam eine lange schwelende Krise beider Kontrahenten an ihr Ende, die u. a. von Rosenthals unverhohlener Homophobie geschürt worden war.

### Personalien
Rosenthal zählte zu den einflussreichsten Journalisten des 20. Jahrhunderts, seine Diskussionsrunde mit den führenden Neocons Irving Kristol, William F. Buckley, Dick Clurman, Arthur Gelb wurde sogar „Rosenthal for President club“ genannt.
Er starb im Alter von 84 Jahren an den Folgen eines Schlaganfalls. Rosenthal hinterließ seine zweite Frau, Shirley Lord, die er 1987 geheiratet hatte, und eine Schwester, Rose Newman in Manhattan, sowie vier Enkel.

## Tätigkeiten bei der New York Times
- 1943–1945 General assignment reporter: New York
- 1945–1954 Reporter: United Nations
- 1954–1967 Auslandskorrespondent: Indien, Pakistan, Nepal, Afghanistan, Ceylon, Neuguinea, Vietnam, Schweiz, Polen, Afrika und Japan
- 1963–1967 Metropolitan editor
- 1967–1968 Assistant managing editor
- 1968–1969 Associate managing editor
- 1969–1977 Managing editor
- 1977 bis 1. Januar 1988 Executive editor
- 1988–1999 Kolumnist

## Auszeichnungen
- Pulitzer-Preis for International Reporting (1960)
- The Light of Truth Award (1994)
- The Guardian of Zion Award (1999)
- The Presidential Medal of Freedom (2002)

## Schriften
- From Abroad, Writing the Unspeakable. In: New York Times, 31. August 1958 (über einen Besuch in Auschwitz)